# Fraser Institute
El Fraser Institute es un centro de investigación de Canadá, descrito políticamente como conservador y libertario. Define su misión como «medir, estudiar, y comunicar el impacto de los mercados competitivos y la intervención gubernamental en el bienestar de los individuos». Toma su nombre del río Fraser y tiene su base en Vancouver, con oficinas en Calgary, Toronto y Montreal. En 2011, el Fraser Institute clasificado como el think tank más influyente de Canadá y el decimosexto del mundo en el Global Go-To Think-Tank Index de la Universidad de Pensilvania.
Fue fundado en 1974 por el economista Michael Walker y el empresario T. Patrick Boyle. Obtuvo su certificación como asociación caritativa en Canadá en 1974 y en Estados Unidos en 1978. De 1979 a 1991, el economista senior del instituto fue Walter Block.
El índice anual Libertad Económica en el Mundo del Fraser Institute clasifica a los países del mundo según sus grados de libertad económica. El instituto también ha publicado informes regionales y subnacionales que clasifican la libertad económica de América del Norte, América Latina, el mundo árabe y la francofonía. Estos informes se distribuyen en todo el mundo a través de Economic Freedom Network, una red global de alrededor de 100 grupos de expertos.